# Norfolk
 For alternative betydninger, se Norfolk (flertydig). (Se også artikler, som begynder med Norfolk)
Norfolk er et county (omtrent svarende til et grevskab eller amt) i Østengland, på halvøen East Anglia. Det grænser op til Suffolk i syd, Cambridgeshire i vest, Lincolnshire mod nordvest samt Nordsøen mod nord og øst. 

## Byer
Hovedbyen hedder Norwich. Den ligger inde i landet. Great Yarmouth og King's Lynn er de vigtigste havnebyer. 

## Landbrugsland
Norfolk er Englands femtestørste grevskab målt i areal. Størstedelen er lavtliggende landsbrugsområder. 

## Naturområder
Den lange kyst er præget af mere eller mindre sammenhængende naturområder. I sydøst findes nationalparken The Broads, der er netværk af søer og floder. Siden 1968 har nordkysten været en del af partnerskabsaftalen Områder af enestående naturskønhed (Area of Outstanding Natural Beauty – AONB). I dette område ligger Sandringham House, der siden 1862 var været i den britiske kongefamilies private eje. 
Mod nordvest ligger fjorden eller bugten The Wash. Mod vest ligger sumpområdet Fenland. En række floder løber gennem Fenland. Floderne afvander bl.a. dele af Cambridgeshire. Ude i fjorden bliver flodernes ferskvand blandet med Nordsøens saltvand, og der opstår brakvand. 